# Ciosy (film)
Ciosy – polski dramat filmowy z 1980 roku w reżyserii Gerarda Zalewskiego. Zdjęcia do filmu powstały w Iłży.

## Opis fabuły
Wiktor Wiarecki (Jerzy Bińczycki) jest drugorzędnym pisarzem. Nie wiedzie się mu również w życiu osobistym: małżeństwo Wiktora jest w kryzysie, dorosły syn nie chce mieć nic wspólnego z ojcem. Punktem zwrotnym jest śmierć przyjaciela Wiareckiego, wybitnego pisarza Stefana Przewłockiego. Wdowa po literacie przekazuje Wiktorowi materiały do ostatniej powieści zmarłego.

## Obsada
- Jerzy Bińczycki − jako pisarz Wiktor Wiarecki
- Ewa Pokas − jako Irena, żona Wiareckiego
- Lidia Korsakówna − jako Teresa Przewłocka, wdowa po Stefanie
- Lucyna Brusikiewicz − jako młoda Teresa Przewłocka
- Barbara Ludwiżanka − jako matka Teresy
- Janusz Sykutera − jako pisarz Aleksy
- Krzysztof Krupiński − jako Jurek, syn Wiktora
- Franciszek Pieczka − jako Franciszek
- Bronisław Pawlik − jako poeta Janusz Obrocki
- Jacek Kałucki
- Stanisław Melski

i inni